# Матвеева, Александра Петровна
Алекса́ндра Петро́вна Матве́ева (13 сентября 1934, Березняговка, Воронежская область — 15 января 2016, Киров) — радиомонтажница сборочного цеха Каменск-Уральского радиозавода Министерства радиопромышленности СССР, Свердловская область. Герой Социалистического Труда (1971). Отличник социалистического соревнования Министерства радиопромышленности СССР.
По её рационализаторскому предложению впервые в СССР было применено конвейерное производство печатных плат.

## Биография
Родилась в 1934 году в крестьянской семье в селе Березняковка Воронежской области. После окончания ПТУ в Каменске-Уральском трудилась с 1952 года радиомонтажником на местном радиозаводе. Ежегодно перевыполняла производственный план в среднем на 140—150 %. За высокое качество выпускаемой продукции получила личное клеймо. Внесла несколько рационализаторских предложений по изготовлению печатных блоков. По её трудовой инициативе платы стали изготавливаться конвейерным способом, в результате чего производительность труда увеличилась на 23 %. Её новаторские предложения были распространены на других радиозаводах СССР.
Досрочно выполнила производственные задания Восьмой пятилетки (1966—1970) и свои личные социалистические трудовые обязательства. Указом Президиума Верховного Совета СССР от 26 апреля 1971 года за выдающиеся заслуги в выполнении пятилетнего плана удостоена звания Героя Социалистического Труда с вручением ордена Ленина и золотой медали «Серп и Молот».
В 1972 году была назначена мастером участка, который вывела в передовые коллективы предприятия.
В 1990 году вышла на пенсию. Проживала в Кирове.